# Anhausen (Diedorf)
Anhausen (umgspr.: Anhausa) ist ein Pfarrdorf im schwäbischen Landkreis Augsburg. Mit Wirkung vom 1. Mai 1978 wurde der Ort bei der Gebietsreform in Bayern in den Markt Diedorf eingegliedert.

## Geographie
Das Pfarrdorf Anhausen hat ca. 1400 Einwohner und liegt wenige Kilometer südwestlich von Augsburg auf einer Höhe von 517 Metern am Rande des Anhauser Tals. Das Anhauser Tal erstreckt sich über 6,5 Kilometer in nord-südlicher Richtung. Ausgangspunkte sind Anhausen (im Norden) und Burgwalden (im Süden). Der Weg durch das Tal ist für den Auto- und Durchgangsverkehr gesperrt und deshalb beliebt bei Wanderern und Radfahrern. Durch das Anhauser Tal fließt der Anhauser Bach, der in Diedorf in die Schmutter mündet. Am 1. Juni 2024 wurden Teile von Anhausen durch eine gewaltige Flutwelle überschwemmt. Betroffen waren hauptsächlich die Straßen und Gebäude in der Nähe das Anhauser Baches. Auslöser der Flutwelle waren starke Regenfälle und ein Dammbruch in einem Burgwalder Weiher. Personen kamen nicht zu Schaden.

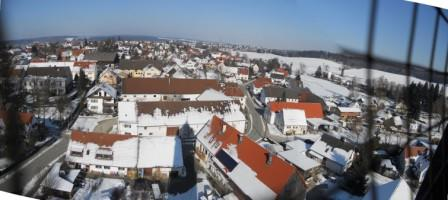
Panorama Anhausen vom Kirchturm in Richtung Norden

## Geschichte
Gegründet wird der Ort im 6. bis 7. Jahrhundert: Der Alemanne Anno gründete mit seiner und zwei weiteren Familien südlich von Diedorf in einem Nebental der Schmutter eine Siedlung, die sich fortan Annohuson, Anneshusa, schließlich Anhausen (bei den Häusern des Anno) nennt.
Die erste schriftliche Erwähnung des Ortsnamens findet sich im Jahr 1067. Volcmar de Anneshusa ist Zeuge in einer Schenkungsurkunde des Augsburger Bischofs Embrico an das Kollegiatstift St. Peter (am Perlachturm) in Augsburg. Die Bezeichnung de Anneshusa, also von Anhausen, ist kein Ortsadel, sondern nur Unterscheidung für Träger gleicher Vornamen aus verschiedenen Ortschaften. Bis zu seiner Aufhebung im Jahre 1803 hatte das Domkapitel Augsburg die Grund- und Ortsherrschaft inne.
Seit 1944 war Anhausen der Wohnsitz des Malers Otto Michael Schmitt. In seinem Anhauser Atelier entstanden u. a. auch die Entwürfe für die Augsburger Weberhausfresken (1959–1961).
Am 1. Mai 1978 verliert die Gemeinde Anhausen ihre Selbständigkeit und wird nach Diedorf eingemeindet. Diedorf ist seit 1996 ein Markt mit über 10.000 Einwohnern.

## Ortssagen
Zu Anhausen gibt es verschiedene Sagen.

### Sage über die Gründung des Klosters Oberschönenfeld
Graf Mangold, der auf einer Burg in Anhausen wohnte, verirrte sich während der Jagd im Walde. In der Wildnis traf er einen Einsiedler, der in einer hölzernen Klause wohnte. Im Gespräch erfuhr er, dass der Einsiedler ein tot geglaubter Vorfahre von ihm gewesen sei, der in der Einsamkeit für seine Sünden Buße tun wolle. Nach dem Tod des Einsiedlers ließ der Graf an der Stelle der Klause eine Kapelle errichten. Später zogen zwei adelige Kammerfräulein dort ein und haben schließlich das Kloster Oberschönenfeld gegründet.

### Sage über die Zerstörung des Anhauser Schlosses durch die Steinekirchner
Im Anhauser Schloss wohnte ein strenger und eifersüchtiger Schlossherr. Seine Frau floh vor ihm auf das Schloss bei Steinekirchen. Er ließ sie deshalb verfolgen und heimtückisch ermorden. Die Steinekirchner zogen daraufhin aus, um das Schoss in Anhausen zu zerstören. Das ist ihnen schließlich gelungen.

## Kultur und Sehenswürdigkeiten

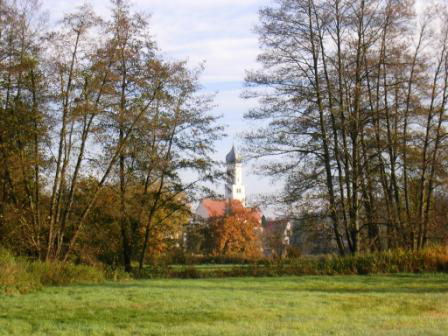
Kirche St. Adelgundis

### Kirche St. Adelgundis
Die katholische Pfarrkirche Sankt Adelgundis Anhausen wurde 1716 eingeweiht. Turm, Chor und Langhaus sind Arbeiten des domkapitelischen Werkmeisters Hans Georg Mozart (Ur-Großonkel von Wolfgang Amadeus Mozart). Die quadratischen spätgotischen Turmgeschosse stammen von einem Vorgängerbau aus dem 15. Jahrhundert. Im Seitenaltar befindet sich der Sarkophag des sogen. „Adelgundisgrabes“ von 1496. Der weithin sichtbare Kirchturm mit seiner silbernen Zwiebelspitze ragt 37 Meter in die Höhe und trägt vier Glocken.
Die erste Glocke der Anhauser Pfarrkirche wurde bereits im Jahre 1459 gegossen. Die Glockeninschrift für diese (damals zweitgrößte) Glocke besagte: „Anno Domini 1459 jar in den eren sant Adelgundis ward ich gegossen“ (d. h., „Im Jahr des Herren 1459 zu Ehren der heiligen Adelgundis wurde ich gegossen“). Die größere Glocke trug die Inschrift: „1508 gos mich maister Sebold“.
Die Glocken befanden sich demnach bereits in dem Vorgängerbau des heutigen Kirchturms, da dieser erst im 18. Jahrhundert in der vorhandenen Form grundlegend umgestaltet wurde.
Die zwei kleineren Glocken stammten aus dem 16. Jahrhundert. Alle vier Glocken wurden im Jahre 1896 von dem Glockengießer Hamm in Augsburg umgegossen. Das Glockengewicht betrug 17,4 Zentner, 8,9 Zentner, 5 Zentner und 3,2 Zentner (In Kilo: 870 kg; 445 kg; 250 kg und 160 kg).
Die drei kleineren Glocken wurden im Ersten Weltkrieg im Jahre 1917 abgenommen und eingeschmolzen. Die Glockengießerei Oberacher aus München ersetzte diese drei durch neue. Die feierliche Weihe der neuen Glocken erfolgte am 6. August 1922. Das Glockengewicht betrug nun 11; 6,8 und 5 Zentner (550 kg; 340 kg; 250 kg).
Im Zweiten Weltkrieg wurden im Jahre 1942 erneut drei Glocken eingeschmolzen. Jetzt traf es die drei größeren Glocken. Diese wurden im Jahre 1949 wiederum ersetzt. Die kleinere Glocke der heute (2012) noch vorhandenen vier Glocken stammt demnach aus dem vorherigen Bestand von 1922.
Die größte Glocke trägt die Aufschrift: „Sancta Adelgundis – ORA PRO NOBILIS“; auf der zweitgrößten steht: „Salve Regine“.
Am unteren Rand der beiden größeren Glocken hat der Glockengießer sich selbst genannt: „Meister Benjamin Grüninger, Villingen, Neu-Ulm“. Die Firma existierte bis in die 1950er Jahre.
Die Kirche und der Kirchturm wurden gegen Ende des Zweiten Weltkriegs schwer beschädigt. Am 28. April 1945 schlug gegen 3 Uhr nachmittags eine amerikanische Granate in das Kirchendach ein. Eine zweite Granate riss ein Eck des Kirchturms unterhalb der Schalllöcher weg. Etwa 25 weitere Granaten flogen Richtung Kirche und Kirchturm und landeten in den dahinter liegenden Wiesen. Menschen kamen nicht zu Schaden. Kirchendach, Turm und Kircheninneres wurden schwer beschädigt, sämtliche Fenster waren zerborsten. Als Ursache für den Beschuss wurde vermutet, dass die von Richtung Gessertshausen herannahenden Amerikaner eine Person auf dem Kirchturm ausgemacht hatten. Die Soldaten vermuteten offenbar einen deutschen Beobachtungsposten auf dem Turm und nahmen Kirchturm und Kirche unter Beschuss.

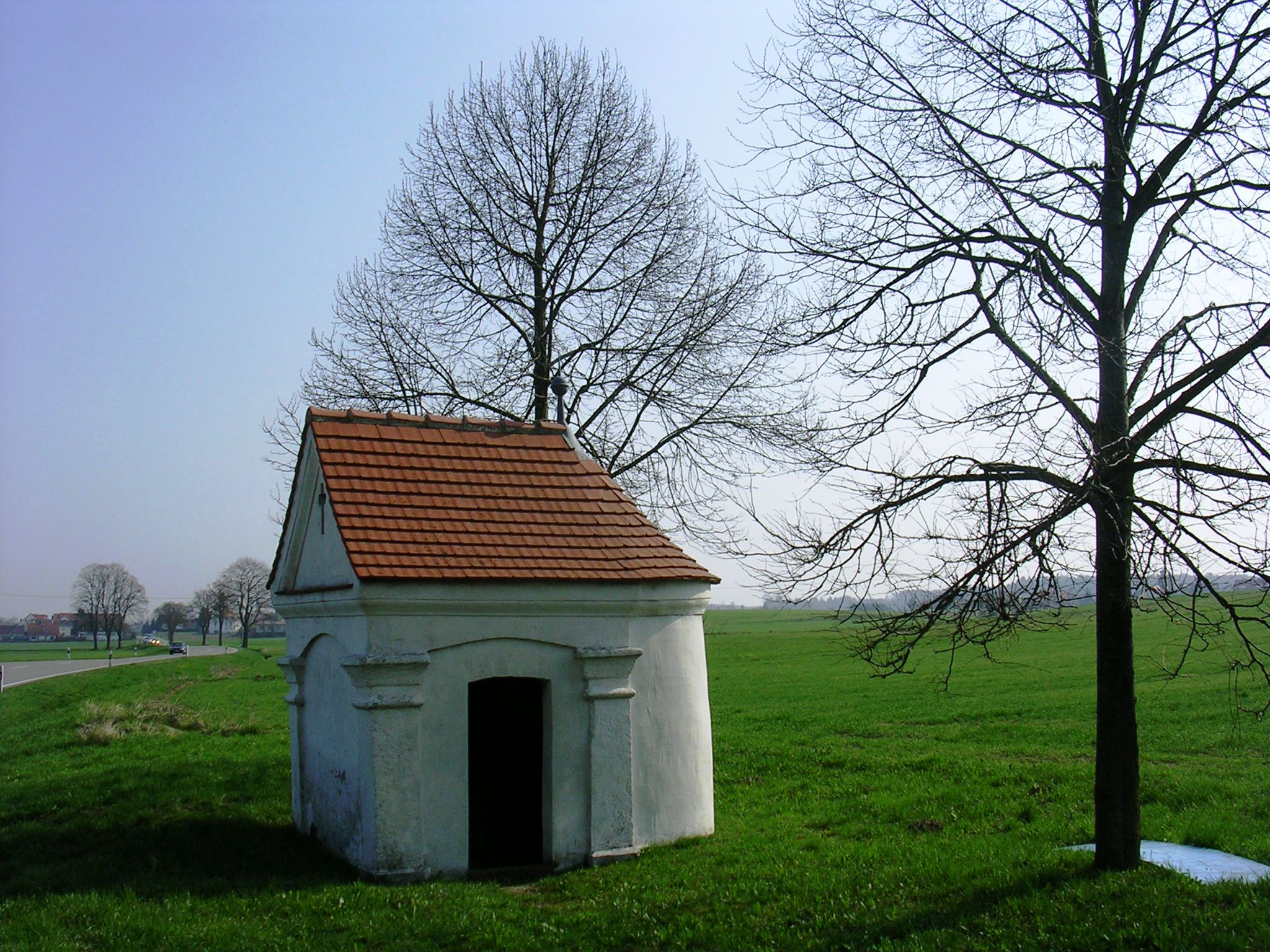
Kapelle „Zum Guten Hirten“

### Kapelle „Zum Guten Hirten“
Die Kapelle „Zum Guten Hirten“ steht außerhalb des Ortes an der heutigen B 300. Sie wurde vermutlich 1715 errichtet und gehört damit zu den ältesten Bauwerken in Anhausen. Durch den Orkan Wiebke 1990 schwer zerstört, wurde sie mit Hilfe von Spendengeldern saniert und wieder aufgebaut. Im Inneren sieht man eine Wandmalerei, die Jesus als Hirte darstellt. Er trägt ein Schaf auf seiner rechten Schulter und einen Hirtenstab in der linken Hand. Links und rechts von ihm stehen je zwei seiner Jünger und beweinen ihn. Die Inschrift weist auf das Jahr der Einweihung (1716) und auf das Jahr der Renovierung (1990) hin.

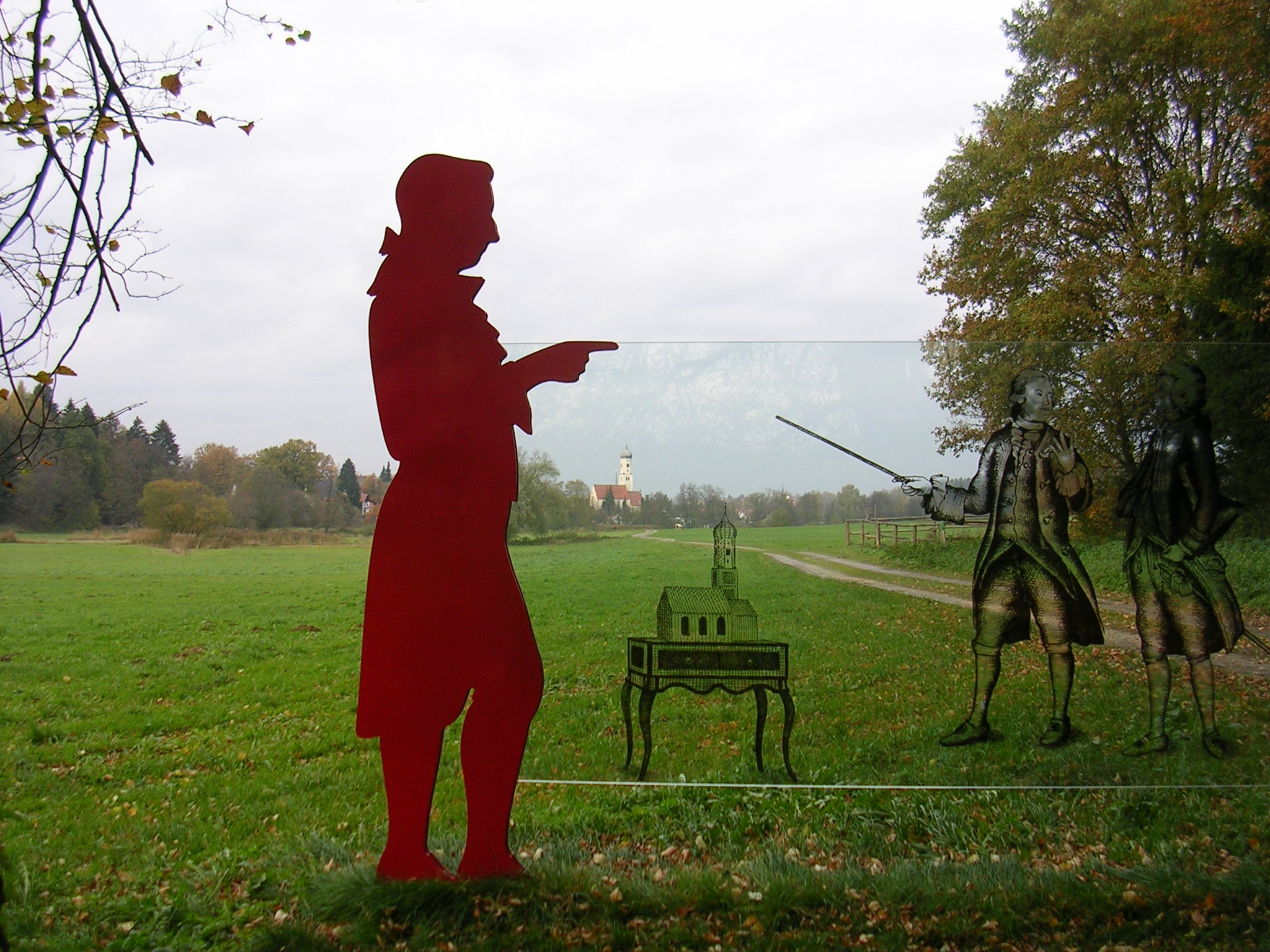
Das Mozart-Denkmal im Anhauser Tal

### Mozart-Denkmal
Das Mozart-Denkmal im Anhauser Tal markiert den Mozart-Rundweg, der auch durch Anhausen führt. Der Komponist Wolfgang Amadeus Mozart war selbst nicht in Anhausen, aber sein Ur-Großonkel hat an der Errichtung der Kirche St. Adelgundis mitgewirkt.

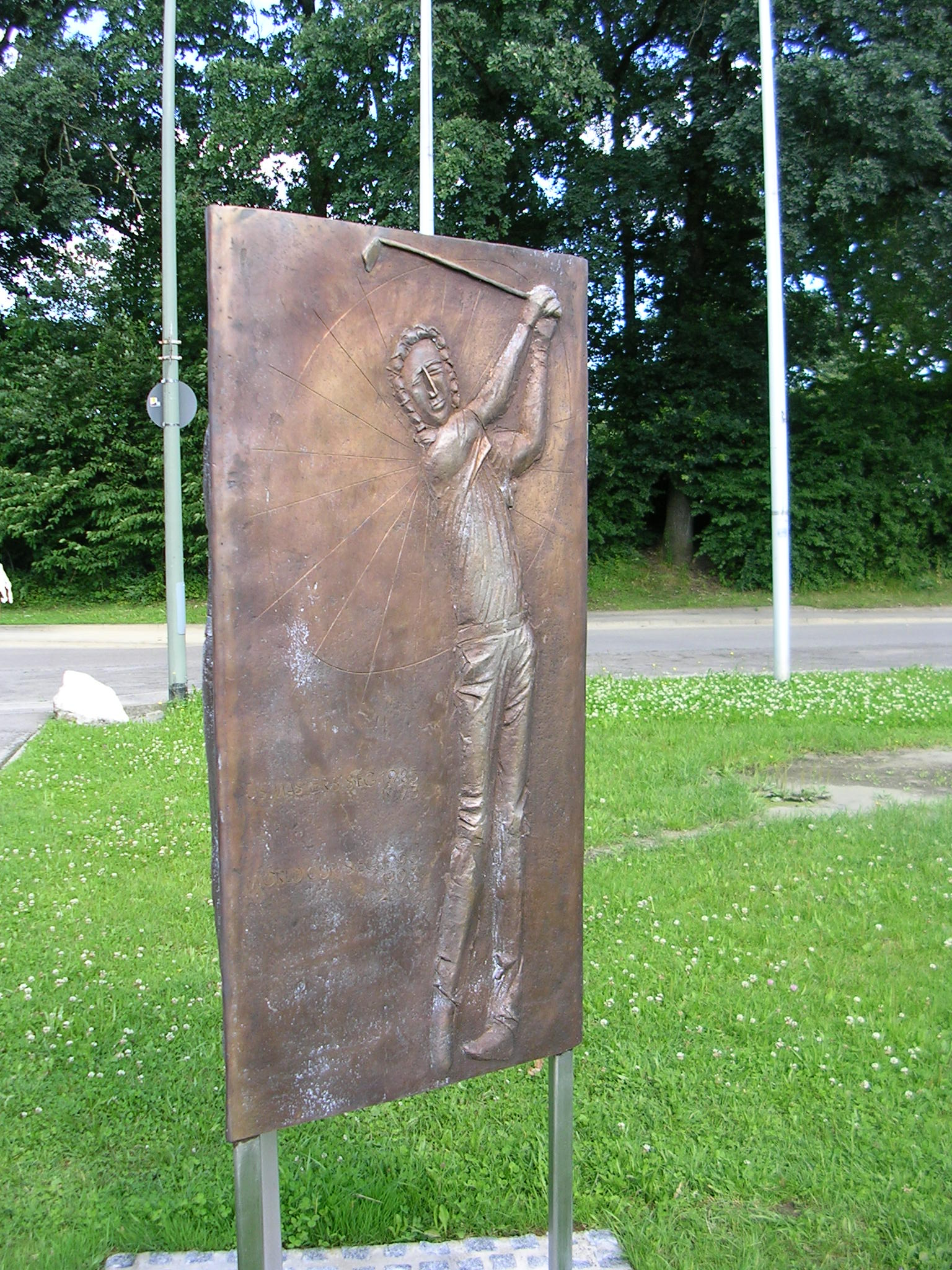
Langer-Stele vor der Mehrzweckhalle

### Langer-Stele
Die Stele wurde im Juni 2008 im Beisein von Bernhard Langer und Bürgermeister Otto Völk eingeweiht. Anlass war der 50. Geburtstag des Golfprofis (geboren am 27. August 1957 in Anhausen). Gestaltet wurde das Werk von dem Anhauser Künstler und Bildhauer Friedrich Brenner. Die Stele zeigt auf drei Seiten den Golfer bei seinem Sport. Seite 1 würdigt den sechsfachen Deutschen Meister, Seite 2 verweist auf die US-Masters-Siege, Seite 3 erinnert an den Einsatz beim Rydercup. Der Platz um die Stele und die Mehrzweckhalle erhielt den Namen „Bernhard-Langer-Platz“.

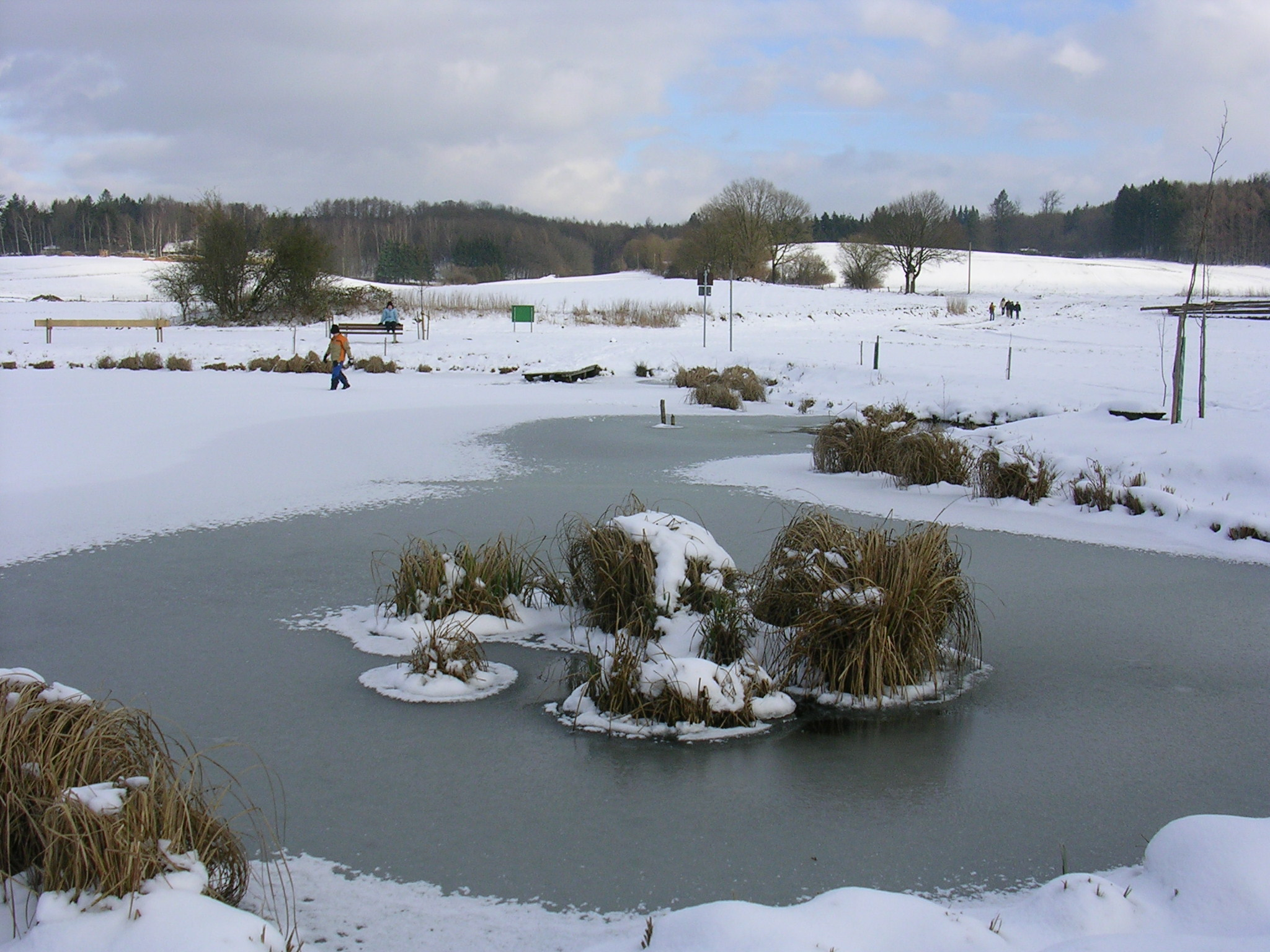
Biotopweiher im Winter

### Biotopweiher
Am östlichen Ortsrand von Anhausen liegt ein kleiner Biotopweiher. Im Winter wird er zum Schlittschuhlaufen und zum Eishockeyspielen benutzt. Im Sommer dient er den Kindergartenkindern und Grundschülern als Anschauungsobjekt für den Naturkundeunterricht.

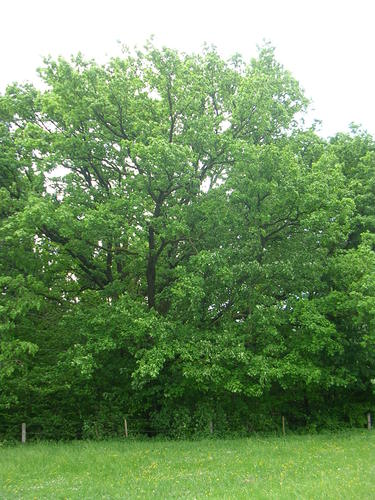
Naturdenkmal „Alte Eiche“

### Naturdenkmal „Alte Eiche“
In der Nähe des Sportplatzes befindet sich der Standort einer alten Eiche. Der Baumumfang misst 6,20 Meter, daraus lässt sich ein Alter von etwa 310 Jahren ableiten. Die „Alte Eiche“ ist im Verzeichnis der Naturdenkmale des Landkreises Augsburg aufgeführt und durch ein angebrachtes Hinweisschild (weißes Dreieck mit grünem Rand; Aufschrift „Naturdenkmal“) gekennzeichnet.

## Wirtschaft und Infrastruktur

### Wirtschaft und Gewerbe
Die Zahl der landwirtschaftlichen Betriebe hat in den letzten Jahren stetig abgenommen. Im Jahre 2024 gibt es noch zwei landwirtschaftliche Haupterwerbs-Betriebe. Weiterhin gibt es drei Gaststätten, eine Schreinerei und ein Bauunternehmen.

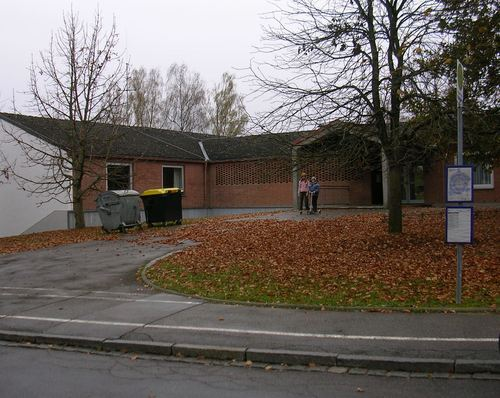
Der Eingang zur Grundschule

### Bildung
In Anhausen gibt es eine Grundschule und einen Kindergarten. Der Kindergarten wird von der Katholischen Kirchengemeinde betrieben und ist im Untergeschoss des Schulgebäudes untergebracht.
Die Grundschule Anhausen wurde 1965 erbaut; im Eingangsbereich befindet sich der Mosaikzyklus zum Märchen „Hans-im-Glück“. Es wurde von dem Anhauser Kunstprofessor Otto Michael Schmitt (geb. 1904 in Laufen, gest. 1992 in Anhausen) gestaltet.

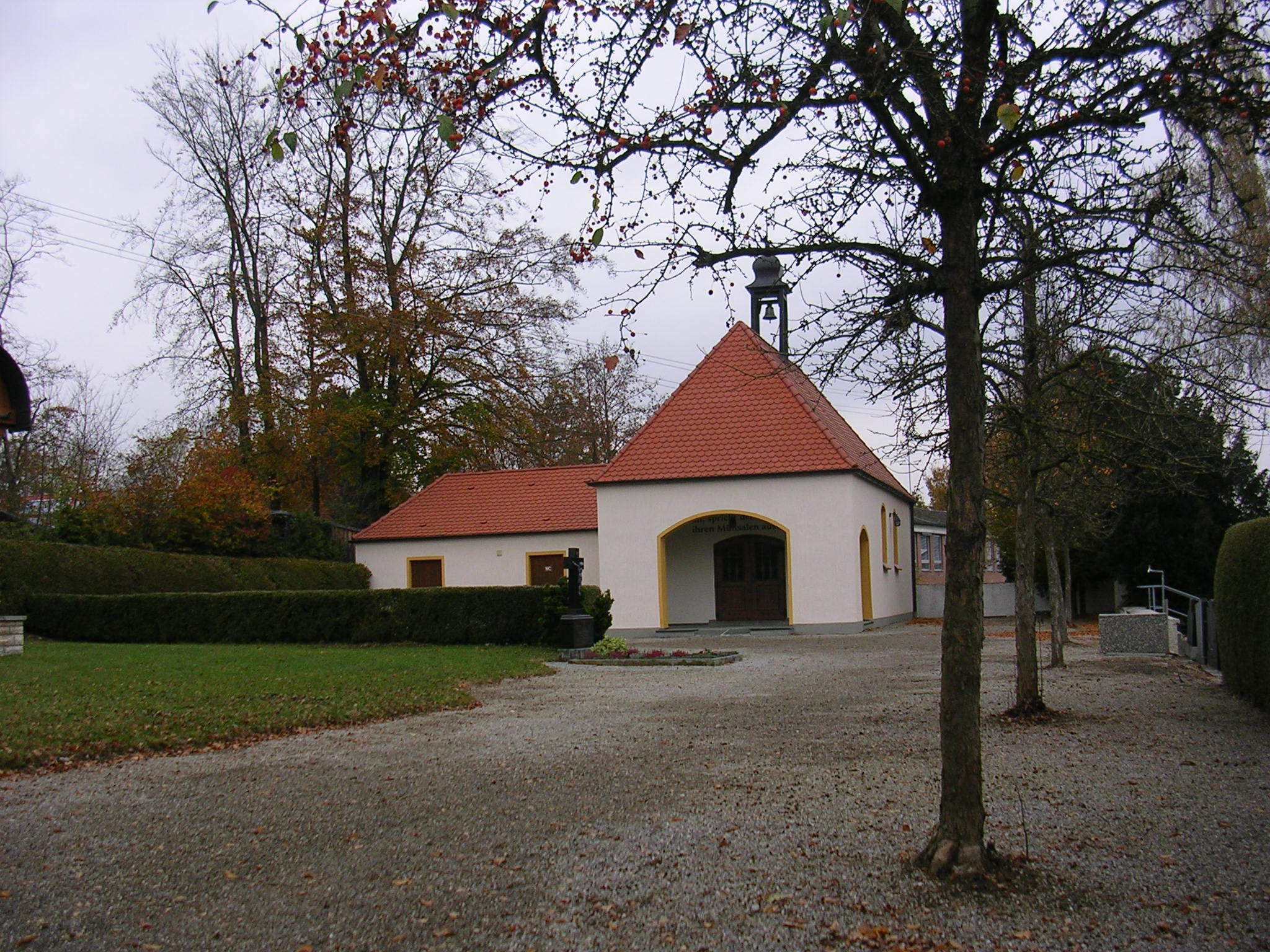
Friedhof mit Kapelle

### Friedhof
Gleich gegenüber der Grundschule liegt der neue Friedhof mit der Aussegnungskapelle. Er wurde 1953 angelegt, da der bisherige Friedhof um die Kirche St. Adelgundis nicht mehr ausreichend Platz bot. Das Gelände des alten Friedhofs wurde eingeebnet, die Gräber entfernt und ein Gedenkstein für alle Verstorbenen aufgestellt.

### Sportplätze
Anhausen verfügt auf dem Sportgelände im Anhauser Tal über eine Tennisanlage mit drei Spielplätzen, einen Fußballplatz mit Übungsgelände und eine überdachte Bocciaanlage mit drei Bahnen. Im Ortsbereich befindet sich neben der Grundschule eine Mehrzweckhalle, die auch als Turnhalle und für öffentliche Veranstaltungen benutzt wird. Zwischen Mehrzweckhalle und Grundschule liegt eine Teerplatte, auf der Basketball und Fußball gespielt werden kann.

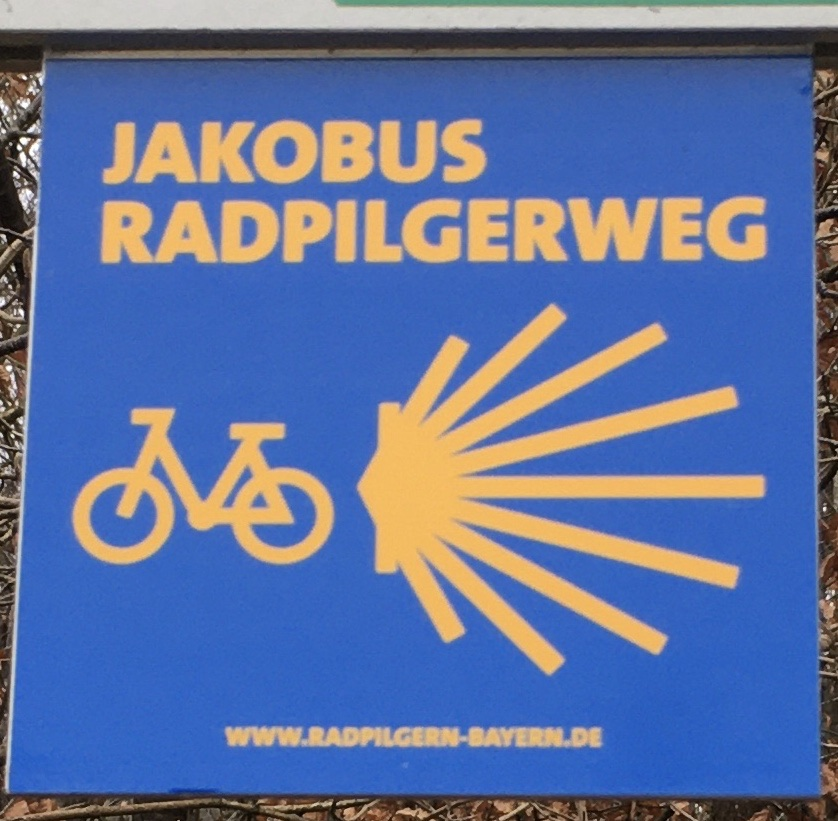
Jakobus-Radpilgerweg

### Rad- und Wanderwege
Vier beschilderte Radtouren und zwei Fernwanderwege führen durch Anhausen und das Anhauser Tal:
- Rad-Rundtour „Schwäbischer Mozartwinkel“ (46 km)
- Rad-Rundtour „Waldidyllen“ (49 km)
- Radwanderweg „Freiherr von Zech“ (53,8 km)
- Fernwanderweg Augsburg-Sonthofen
- „Jakobs-Pilgerweg“ (Jakobsweg) und „Jakobus-Radpilgerweg“
- Rundwanderweg „Diedorf im Blick“ (20 km)

Daneben gibt es noch Wanderwege in der näheren Umgebung des Ortes:
- Nordic Walking Rundtour: Es gibt seit 2007 drei Tourvarianten: Die leichte Tour (blau, Länge 4,8 km), die mittlere Tour (rot, Länge 6,0 km) und die anstrengende Tour (schwarz, Länge 11,2 km). Ausgangspunkte sind jeweils der Parkplatz vor dem Fußballplatz.
- Wanderweg Zukunftswald: Der Wanderweg „Der Weg zum Zukunftswald“ liegt im Anhauser Tal. Er wurde vom Amt für Ernährung, Landwirtschaft und Forsten Augsburg (AELF) gestaltet und beschildert. Den Startpunkt findet man direkt neben den Fußballplatz. Auf 9 Stationen und einem Kilometer Länge wird der Umbau des Waldes von einem traditionellen Fichtenwald zu einem klimatauglichen Mischwald erläutert.
- Biber-Tour: Seit ca. 1990 und wieder 2005 hat sich am Anhauser Bach eine Biber-Familie angesiedelt und mehrere Dämme gebaut. Man kann die Biber-Dämme und die Nagespuren entlang des Baches verfolgen.
- Feldkreuze-Tour: In der näheren Umgebung um Anhausen finden sich dreizehn Feldkreuze und Kapellen. Auf einem sternförmigen Weg kann man diese Wegmarkierungen erwandern. Sechs Wege führen vom Ortszentrum aus zu den verschiedenen Zielen, die alle ca. 500 Meter bis zu einem Kilometer von der Ortsmitte entfernt liegen.

## Vereine
- CSU-Ortsverband Anhausen

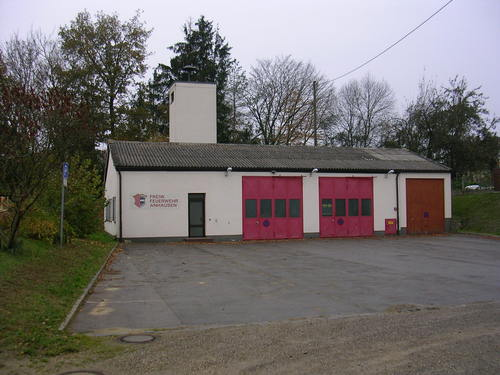
Feuerwehrhaus in Anhausen

- Freiwillige Feuerwehr Anhausen e. V.

Die Freiwillige Feuerwehr Anhausen wurde im Januar 1875 gegründet. Bereits am 16. Mai 1875 rückte die Feuerwehr zu ihrem ersten Einsatz, einem Brand in Gessertshausen, aus. Heute hat die Feuerwehr Anhausen etwa 54 Feuerwehrmitglieder im aktiven Dienst. Der aktuelle Fuhrpark besteht aus zwei Fahrzeugen, einem Löschgruppenfahrzeug LF 10 sowie einem Mehrzweckfahrzeug.
- Kath. Frauenbund Anhausen / Willishausen
- SSV Anhausen e. V.

Der SSV Anhausen wurde im Jahr 1946 von sieben Leuten gegründet und hieß damals Spiel- und Unterhaltungsverein Anhausen e. V. Als Erstes wurde Fußball gespielt und schon bald eine eigene Jugendmannschaft aufgebaut. 1949 schlossen sich dem Verein bereits die Theaterfreunde an. Damit hatte man auch eine zusätzliche Finanzstütze für den Verein geschaffen. 1950 schlossen sich die Talschützen dem Verein an und bereits 1952 die Tischtennisabteilung. Erst einige Jahre später, 1963 wurde die Skiabteilung gegründet und 1966 der Turnbereich ins Leben gerufen. Es folgten 1972 die Tennis- und 1984 die Boccia-Abteilung. Dieser Stand ist seither gleich geblieben. Dem Verein mit seinen 8 Abteilungen gehören heute knapp 1100 Mitglieder an.
Der SSV Anhausen stellt 2022/23 die zweitstärkste Frauenfußballmannschaft im Bezirk Schwaben. Diese tritt in der Landesliga Süd an.
- Verein für Gartenbau und Landschaftspflege e. V.

Der Verein für Gartenbau und Landschaftspflege kümmert sich um das äußere Erscheinungsbild des Ortes. Er veranstaltet jährlich ein Kartoffelfest im Pfarrhof (im September) und eine Waldweihnacht (im Dezember).

## Söhne und Töchter des Ortes
- Bernhard Langer (* 1957), Golfspieler
- Theobald (Josef) Schmid (1926–2018), deutscher Missionsbenediktiner und Abt von Güigüe in Venezuela.
- Peter Schweyer (* 1962), Tennis Altersklasse 55 Weltmeister